# 1913 w filmie
Wydarzenia filmowe w 1913 roku.

## Wydarzenia
- 13 stycznia – papież Pius X wydał zakaz projekcji filmowych w kościołach.
- 1 marca – amerykańskie towarzystwo filmowe Vitagraph przeniosło ostatecznie swoją siedzibę z Nowego Jorku do Santa Monica (Kalifornia).

## Premiery

### Filmy polskie
- 6 stycznia – Wykolejeni
- 25 lutego – Antek kombinator
- 13 maja – Zemsta spoza grobu
- 1 czerwca – Najmilszy ze złodziei
- październik – Grzech
- 4 listopada – Halka
- Bigamistka
- Córka kantora (w jęz. jidysz)
- Dramat Wieży Mariackiej
- Fatalna klątwa (w jęz. jidysz)
- Kara boża (w jęz. jidysz)
- Kościuszko pod Racławicami
- Nieznajomy (w jęz. jidysz)
- Obrona Częstochowy
- Przygody pana Antoniego

### Filmy zagraniczne

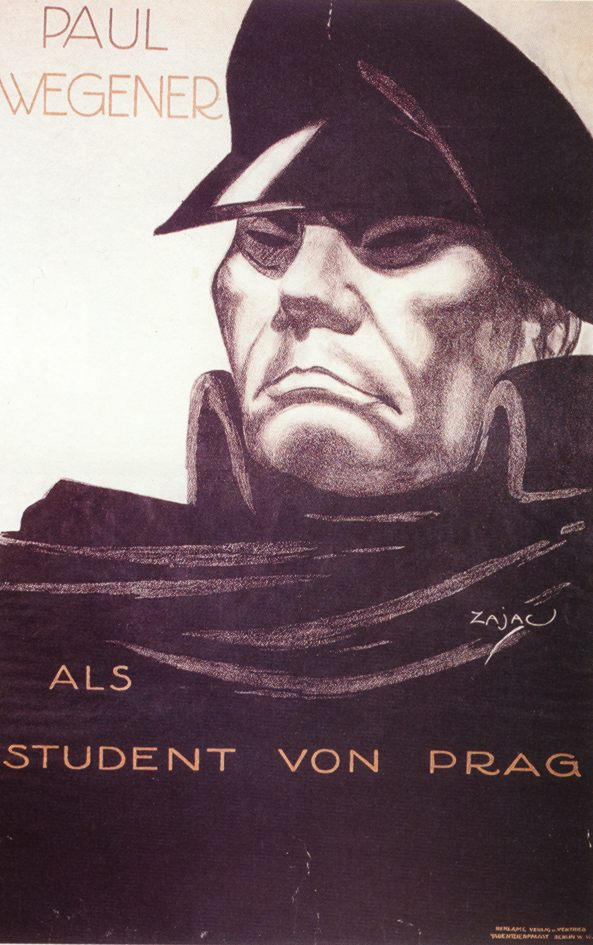
Plakat filmu Student z Pragi

- Student z Pragi (Der Student von Prag, Niemcy) – reżyseria: Stellan Rye, scenariusz: Hanns Heinz Ewers, zdjęcia: Guido Seeber, wykonawcy: Paul Wegener, John Gottowt, Lyda Salmonová.
- Hinemoa

## Urodzili się
- 2 stycznia – Anna Lee, aktorka (zm. 2004)
- 6 stycznia – Loretta Young, aktorka (zm. 2000)
- 15 stycznia – Lloyd Bridges, aktor (zm. 1998)
- 29 stycznia – Victor Mature, aktor (zm. 1999)
- 2 lutego – Sergiusz Sprudin, operator (zm. 1996)
- 8 lutego – Betty Field, aktorka (zm. 1973)
- 25 lutego
  - Jim Backus, aktor (zm. 1989)
  - Gert Fröbe, aktor (zm. 1988)
- 3 marca – Charlotte Henry, aktorka (zm. 1980)
- 4 marca – John Garfield, aktor (zm. 1952)
- 15 marca – MacDonald Carey, aktor (zm. 1994)
- 18 marca – René Clément, reżyser (zm. 1996)
- 6 maja – Stewart Granger, aktor (zm. 1993)
- 26 maja – Peter Cushing, aktor (zm. 1994)
- 27 maja – Linden Travers, aktorka (zm. 2001)
- 17 czerwca – Bolesław Płotnicki, polski aktor (zm. 1988)
- 10 lipca – Joan Marsh, aktorka (zm. 2000)
- 18 lipca – Red Skelton, aktor komediowy (zm. 1997)
- 29 lipca – Gale Page, aktorka (zm. 1983)
- 10 sierpnia – Noah Beery Jr., aktor (zm. 1994)
- 13 sierpnia – Rita Johnson, aktorka (zm. 1965)
- 23 sierpnia – Bob Crosby, amerykański piosenkarz i aktor (zm. 1993)
- 24 sierpnia – Dorothy Comingore, aktorka (zm. 1971)
- 3 września – Alan Ladd, aktor (zm. 1964)
- 7 września – Anthony Quayle, aktor (zm. 1989)
- 19 września – Frances Farmer, amerykańska aktorka (zm. 1970)
- 29 września
  - Trevor Howard, aktor (zm. 1988)
  - Stanley Kramer, producent, reżyser (zm. 2001)
- 30 września – Bill Walsh, producent, pisarz (zm. 1975)
- 2 listopada – Burt Lancaster, aktor (zm. 1994)
- 4 listopada – Gig Young, aktor (zm. 1978)
- 5 listopada – Vivien Leigh, angielska aktorka (zm. 1967)
- 17 listopada – Aleksander Bardini, polski aktor, reżyser teatralny i filmowy oraz pedagog (zm. 1995)
- 20 listopada – Judy Canova, aktorka (zm. 1983)
- 24 listopada
  - Howard Duff, aktor (zm. 1990)
  - Geraldine Fitzgerald, aktorka (zm. 2005)
- 29 listopada – Elżbieta Barszczewska, polska aktorka (zm. 1987)
- 1 grudnia – Mary Martin, aktorka (zm. 1990)
- 18 grudnia – Lynn Bari, aktorka (zm. 1989)